# Tregar
Tregar es una empresa láctea argentina fundada en los años 40 en Santa Fe. Desde su fundación, permanece en manos de la misma familia propietaria.
Posee dos plantas productivas en la provincia de Santa Fe, parte de la cuenca lechera central de Argentina. La principal, en la ciudad Gobernador Crespo, y otra en Calchaquí.
Procesa unos 250 millones de litros de leche al año, provenientes de 320 productores, con los que elabora yogures, arroz con leche, quesos, dulce de leche, y otros productos lácteos. También comercializa leche fluida para consumo doméstico. Exporta el 30% de su producción, principalmente a Rusia, Brasil. Argelia, Chile, Asia y África Occidental.

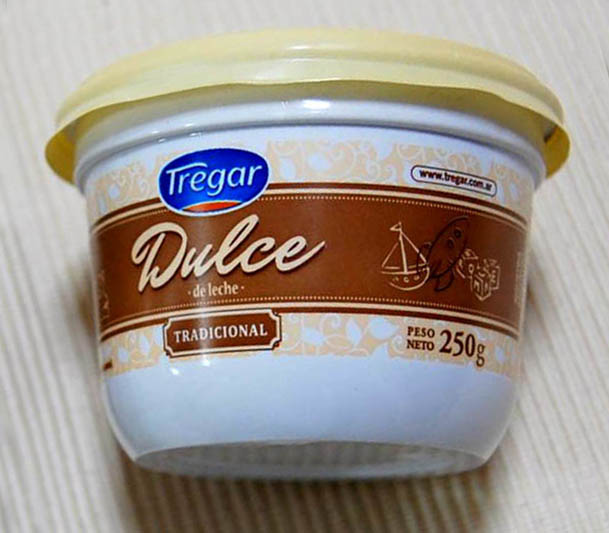
Dulce de leche Tregar

En 2019, recibió el premio AlimentAR para la categoría lácteos por sus logros en el incremento de las exportaciones.

## Historia
La compañía fue fundada en los años cuarenta por una pareja de inmigrantes españoles, Cipriano García y Hortensia de Simón. Inicialmente era un tambo, al que luego le sumaron la producción de quesos artesanales. Los hijos de la pareja continuaron desarrollando la quesería, convirtiéndola en la compañía García Hermanos. Posteriormente, se benefició con la pérdida de mercado que sufrió SanCor tras su crisis.
En el año 2004 lanzó su línea de yogures, y en 2013 las leches fluidas larga vida.

## Productos

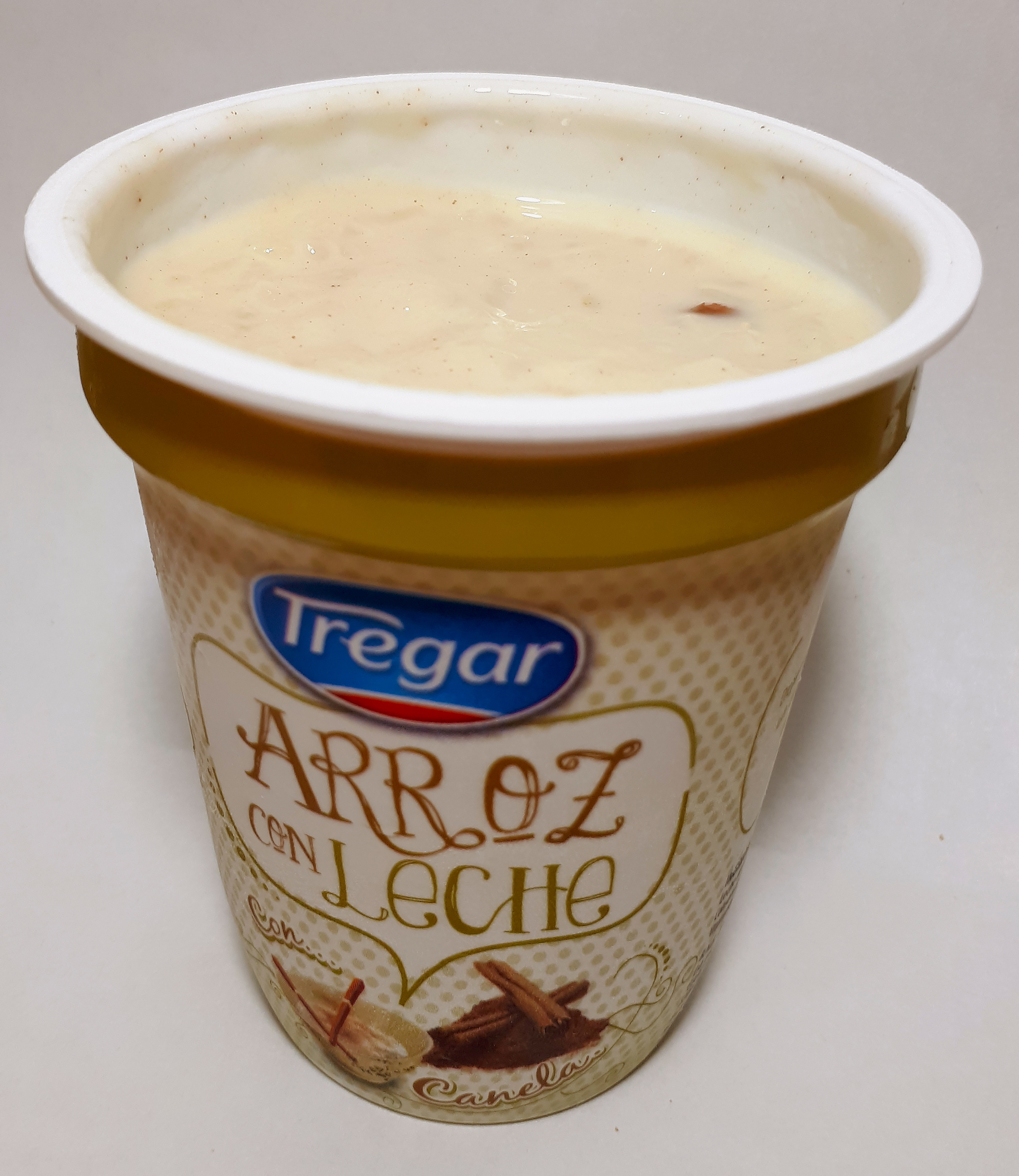
Arroz con leche, con canela.

### Yogures
| - Yogur entero cremoso (frutilla, dulce de leche, vainilla) - Yogur batido bajas calorías (vainilla, frutilla) - Yogur entero con trozos de fruta (arándanos, ananá, frutilla, durazno, mango y maracuyá) - Yogur descremado con trozos de fruta (arándanos, frutilla, durazno) | - Yogur con copos de maíz "Tops", entero y descremado - Yogur entero bebible (vainilla, frutilla, durazno, arándano) - Yogur descremado bebible (vainilla, frutilla, durazno) |

### Dulce de leche
- Clásico
- Repostero

### Leches Larga Vida
- Entera
- Descremada
- Descremada reducida en lactosa
- Chocolatada
- Saborizada (frutilla, dulce de leche, vainilla)

### Quesos
| - Reggianito - Criollo - Pategrás - Holanda - Mozzarella | - Danbo - Cremoso - Port Salut - Fontina - Azul | - Brie - Queso blanco untable - Queso crema - Mascarpone - Queso untable saborizado (azul, jamón, salame, cheddar) |

### Otros productos lácteos
- Arroz con leche (clásico, y sabores: canela, dulce de leche, chocolate, light)
- Crema de leche
- Crema chantillí
- Ricota